# Juraj Dobrović
Juraj Dobrović (Jelsa, 29. siječnja 1928.), hrvatski umjetnik. Živi i radi u Zagrebu.

## Životopis
Rođen u Jelsi. Škole završio u Jelsi, Bolu i Splitu.
U Zagrebu je završio Ekonomski fakultet i povijest umjetnosti na Filozofskom fakultetu.
Jedan od hrvatskih predstavnika op arta.
1960-ih godina pojavio se na hrvatskoj umjetničkoj pozornici. Samostalno je izlagao u Hrvatskoj i ostatku svijeta od 1962. godine, a na kolektivnim izložbama je od 1963. godine. Zagreb tog vremena postao je jednim od vodećih središta suvremene umjetnosti zahvaljujući međunarodnom pokretu Nove tendencije. Na Novim tendencijama 3 koje su bile 1965. Dobrović je bio najvažnija pojava, a glavni interes su Polja koja radi kao serigrafije, reljefe te na kraju kao prostorne konstrukcije. Ostaje vjeran tradicionalnijim materijalima i jednostavnosti bjeline. 
1972. je godine izlagao na Venecijanskom bijenalu na popratnoj izložbi Graphic Art Today, a s njime su ondje izlagali Miroslav Šutej, Ivan Picelj, Edo Murtić i Virgilije Nevjestić. Izlagao je na Bijenalu u Sao Paolu 1973. godine. Na izložbama je sudjelovao s poznatim umjetnicima čija se poetika i vizualna sintaksa temeljila na geometrijskom jeziku. Jerko Denegri opisao je Dobrovića kao umjetnika koji je s vremenom postao jedna od najtemeljitijih ličnosti ove orijentacije u suvremenoj hrvatskoj umjetnosti, umjetnik rijetke sistematičnosti rada, istinski istraživač u području vizualnog i plastičnog oblikovanja, no ujedno i pravi metafizičar po krajnosti volje za čistoćom djela....
Dobrovićev opus zauzima visoko mjesto u hrvatskoj likovnoj umjetnosti. Operativnim vrijednostima i emaniranom duhovnosti najdublje ukorijenjen u realnosti epohe u kojoj nastaje. Vitalni je prilog u gradnji nove plastičke kulture.
Europski i svjetski muzeji te privatne zbirke udomile su mnoga Dobrovićeva djela.